# Auguste Tripier
Pour les articles homonymes, voir Tripier.
Auguste Élisabeth Philogène Tripier, né le 6 juin 1830 à Saint-Léger-Vauban (Yonne), et mort dans le 16e arrondissement de Paris le 10 septembre 1914, est un médecin gynécologue français, inventeur de l'électrothérapie.

## Biographie
Auguste Tripier est le fils du pharmacien militaire François Marie Tripier, qui découvrit le premier la présence d'arsenic dans les eaux thermales.
Ayant terminé ses études, il entre comme préparateur chez Claude Bernard chez qui il reste neuf années durant lesquelles il prépare et archive les conférences du maître pour les publier aux éditions Hachette et Baillière, et plus tard d'autres préparateurs comme Mathias Duval et Albert Dastre[pas clair]. Claude Bernard et Auguste Tripier rédigent et publient ensemble le résultat de leurs travaux. Il a également la garde du laboratoire de Bernard au Collège de France et est remplacé plus tard à ce poste par Paul Bert.
Il est le premier a préconiser le massage jusqu'à l'orgasme dans le cadre du traitement de la femme hystérique, rejoignant les remèdes d'Hippocrate. Il publie ses travaux, donnant le point de vue du gynécologue sur l'hystérie et le moyen de la traiter physiquement à l'aide de l'électricité.
En 1864, il dépose sa candidature à l'Académie de médecine.
Curieux de tout (science, politique, éducation, ethnologie), c'est un humaniste et un travailleur acharné qui restera dans le laboratoire de son ami le physicien d'Arsonval jusqu'à un âge avancé. Ses publications traitent de divers sujets médicaux.

## Publications
- Claude Bernard et Auguste Tripier, Leçons sur les effets des substances toxiques et médicamenteuses, 1857, édité en 1883
- Claude Bernard et Auguste Tripier, Leçons sur la physiologie et la pathologie du système nerveux, 1858
- Hygiène publique : sur la ventilation et l'éclairage des salles de spectacles, Éd. Jean-Baptiste Baillière et Fils, 1858, 14 p.
- Note sur la ventilation des théâtres, Éd. Jean-Baptiste Baillière et Fils, 1859, 12 p.
- Manuel d'électrothérapie : exposé pratique et critique des applications médicales et chirurgicales de l'électricité, Éd. Jean-Baptiste Baillière et Fils, 1861, 624 p.
- Assainissement des théâtres : ventilation, éclairage, chauffage, Éd. Jean-Baptiste Baillière et Fils, 1864, 36 p.
- Notice sur les travaux de Mr Auguste Tripier, à l'appui de sa candidature à l'Académie impériale de médecine, Éd. E. Martinet, 1864, 32 p.
- La Galvanocaustique chimique, Éd. P. Asselin, 1866, 19 p.
- De la guérison durable des rétrécissements de l'urètre par la galvanocaustique chimique en collaboration avec le Dr Jean-Baptiste François Mallez, Éd. Mayer-Odin, 1867, 39 p.
- Pathogénie d'une classe peu connue d'affections douloureuses : Algies centriques et réflexes, Éd. Impr. de A. Parent, 1869, 16 p.
- Les Aliénés et la législation, 1870, 16 p.
- Barbares et sauvages, notes de voyage…, Paris, 1870, 16 p.
- Lésions de forme et de situation de l'utérus : leurs rapports avec les affections nerveuses de la femme et leur traitement, Éd. Baillière, 1874, 101.p.
- La République sans Présidence : Assemblée nationale exécutive, Conseil législatif, l'ordre matériel assuré par la séparation des attributions gouvernementales…, Éd. S. Coste, 1877, 16 p.
- Régime général des arthritiques, Éd. Imprimerie de A. Parent, 1878, 16 p.
- Électrologie médicale, précis instrumental et thérapeutique, d'après l'enseignement clinique, 1879, Éd. A. Gaiffe, 152 p.
- La Cautérisation tubulaire, Éd. O. Doin, 1879, 12 p.
- Une nouvelle classe de topiques intra-utérins, traitement des tumeurs fibreuses interstitielles, 1880, Éd. O. Doin, 24.p.
- Galvanocaustique et électrolyse: portée chirurgicale de la galvanisation, quelques applications nouvelles, Éd. O. Doin, 1881, 24 p.
- L'Électricité en médecine, conférence à l'Exposition internationale d'électricité de Paris (1881), Éd. O. Doin, 1882, 32 p.
- Leçons cliniques sur les maladies des femmes, thérapeutique générale et applications de l'électricité à ces maladies, Éd. O. Doin, 1883, 590 p.
- L'Électricité et le choléra, genèse, prophylaxie et traitement, Éd. G. Carré, 1884, 16 p.
- La Thérapeutique des hypertrophies prostatiques, Éd. O. Doin, 1884, 16 p.
- Varices viscérales, Éd. O. Doin, 1888, 16 p.
- Sur quelques points de thérapeutique péri-utérine, Éd. Impr. de A. Hennuyer, 1890, 6 p.
- Voltaïsation urétrale, chimicaustie, électrolyse, myolèthe, éd. G. Carré, 1891, 16 p.
- Note sur l'hémostase électrique et ses applications en gynécologie, Éd. Impr. de G. Gounouilhou, 1896, 12 p.
- Franklinisation…, Éd. Archives d'électricité médicale, 1897, 24 p.
- Hyperplasies conjonctives, fibromes utérins, leurs traitements médicaux édition annotée de mémoires divers, (1861-1897) édité à Paris chez l'auteur, 1898, 1 vol., 1898, 155 p.
- Le dressage primaire, lettres sur l'éducation I. Enseignement, Éd. Impr. E. Arrault, 1911, 80 p.